# Tanz- und Gesangsensemble Śląsk

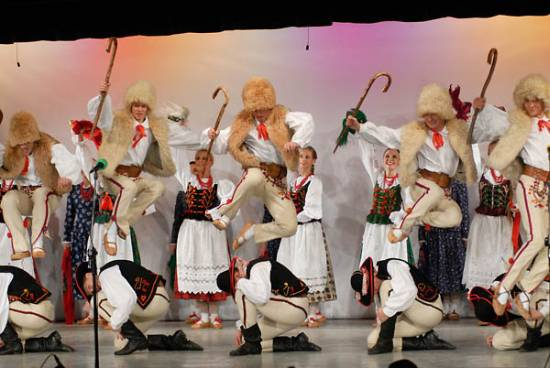
Tanz- und Gesangsensemble „Śląsk“

Das Tanz- und Gesangsensemble „Śląsk“ patr. Stanisław Hadyna (pol. Zespół Pieśni i Tańca „Śląsk“ im. Stanisława Hadyny) ist eines der größten polnischen artistischen Ensembles das die polnische Tradition der Volksmusik und des Volkstanzes darstellt.

## Geschichte
Das Ensemble wurde am 1. Juni 1953 ins Leben gerufen. Es ist neben dem Ensemble „Mazowsze“ das zweite staatliche Ensemble Polens dieser Art. Mit der Gründung wurde Stanisław Hadyna (1919 in Karpentná–1999) beauftragt. Aufgabe des Ensembles war anfangs die Pflege der schlesischen Folklore angelehnt an traditionelles Repertoire aus den Regionen Oberschlesien, Teschener Schlesien und Beskiden. Später kamen weitere Volkstänze und Volksgesänge aus vielen ethnographischen Regionen Polens und Europas dazu. Die Premiere fand am 16. Oktober 1954 im Teatr Śląski in Kattowitz statt. Nach der Premiere folgten weitere Auftritte in Warschau (6. November 1954) und anderen Städten Polens. Es folgten Reisen in den Ostblock, später auch in die westliche Welt.
Zum Repertoire gehören polnische Nationaltänze (Krakowiak, Kujawiak, Mazur, Oberek, Polonez), ethnographische Folklore, wie Lieder und Tänze aus vielen Regionen Europas und weiter sakrale Lieder, patriotische Lieder, Operetten und Arien.
Der Sitz des Ensembles ist das Schloss in Koschentin.

## Leitung
- Zbigniew Cierniak